# حلوى بذور السمسم
حلوى بذور السمسم أو الحلاوة السمسمية أو الحلوى السمسمية أو الجلجلانية (بالإنجليزية: Sesame seed candy)‏ هي حلوى من بذور السمسم والسكر أو العسل مضغوط في قالب أو كرة. إنها مشهور من الشرق الأوسط عبر جنوب آسيا إلى شرق آسيا. قد يختلف القوام من مطاطي إلى هش. يمكن أن يطلق عليه أيضًا حلوى السمسم (بذور) / شريط؛ قد تشير كعكة بذور السمسم إلى الحلويات أو لكعكة مخمّرة أو كعكة صغيرة محتوية على سمسم.

## تِبعاً للموقع

### اليونان وقبرص
في اليونان وقبرص، يُطلق على حلوى بذور السمسم اسم بَستيلي وهي عمومًا شريط مسطح ومستطيل مصنوع من العسل وغالبًا ما يحتوي على المكسرات. على الرغم من أن الاسم الحديث παστέλι بستيلي من أصل إيطالي، إلا أن الأطعمة المتشابهة جدًا موثقة في المطبخ اليوناني القديم: الكريتية (κοπτοπλακοῦς) أو gastris كانت طبقة من المكسرات المطحونة محصورة بين طبقتين من السمسم المطحون بالعسل. كما ذكر هيرودوت «كعكات حلوة من السمسم والعسل»، لكن دون تفاصيل.